# Кнебель, Иосиф Николаевич
Ио́сиф (О́сип) Никола́евич Кне́бель (1854—1926) — российский книгоиздатель и культуролог, меценат.

## Биография

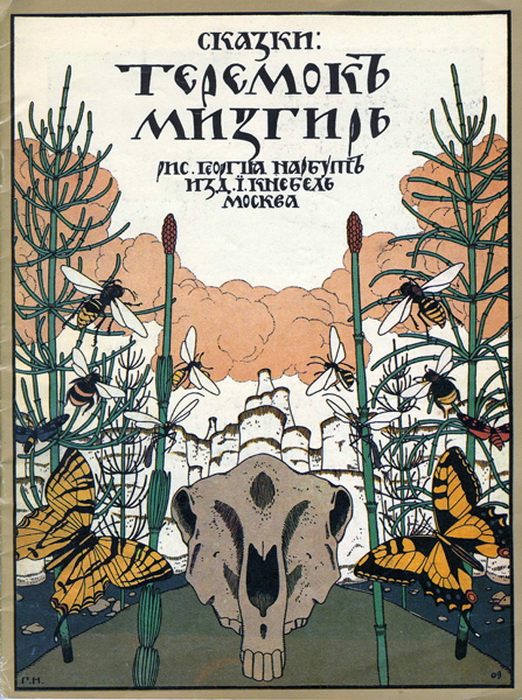
Обложка Г. Нарбута к книге «Сказки: Теремок. Мизгирь». Изд. Кнебель И. Н., Москва, 1910 год

Родился 21 сентября 1854 г. в городе Бучач в купеческой семье.
С 1867 года проживал в Вене, где окончил гимназию филологического факультета Венского университета (1887), Академию коммерческих наук (1880).
В 1880 году переехал в Москву, служил приказчиком, затем заведующим московским отделением рижской издательской фирмы «И. Дейбнер».
В 1882 году в соавторстве с П. Ф. Гросманом издал «Путеводитель по Москве» (на немецком языке). В том же году они открыли в Москве (Петровские Линии, 13) книжный магазин «Гросман и Кнебель» (продажа художественных изданий и журналов по изобразительному искусству), который имел отделения в Санкт-Петербурге, Варшаве и Киеве.
В 1885 году была открыта платная библиотека для чтения. После смерти Гросмана (1890) И. Н. Кнебель — единоличный владелец фирмы.
В 1894—1895 годах начал издательскую деятельность. Издавал произведения Г. Ибсена, Г. Зудермана, Г. А. Мачтета и других писателей.
В 1890 году стал владельцем книжного магазина Библиотека для чтения. Основоположник издательства книг для детей дошкольного возраста. Подключил к сотрудничеству художника Г. И. Нарбута. Неоднократно принимал участие в книжных выставках.
Являлся одним из пайщиков «Товарищества скоропечатни А. А. Левенсон», одной из лучших типографий Москвы. Здесь же печатались многие издания И. Н. Кнебеля. С 1907 года И. Н. Кнебель — заведующий книгоиздательской деятельностью Товарищества.
Был инициатором издательских серий школьных пособий: «Картины по географии России», «Картины по русской истории», «Города России». Книги этих серий иллюстрировали В. М. Васнецов, Н. К. Рерих, К. Ф. Юон и другие художники.
В 1915 году основал общество наглядных пособников, которое после революции было национализировано.
С 1925 года — заведующий издательства Третьяковской галереи.
Похоронен на Введенском кладбище (27 уч.).

## Издательская деятельность
Выпустил более 700 изданий различного жанра, в том числе 400 для детей. Среди них — «История русского искусства» (1910—1916 годы, 6 томов) под редакцией И. Э. Грабаря, иллюстрации монографии про художников В. Врубеля, И. И. Левитана, В. А. Серова, «Картины по русской истории».
И. Н. Кнебель — создатель первого в России специализированного издательства по искусству. Выпущенные им около 700 изданий, отличаются хорошей подготовкой и художественным оформлением. Ряд изданий Кнебеля отмечен высшими наградами всероссийских и международных выставок книжного дела.
Деятельность И. Кнебеля в своё время так охарактеризовал Игорь Грабарь:

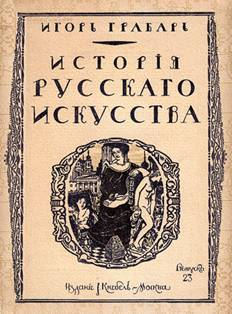
Обложка одного из выпусков «Истории русского искусства» издания И. Н. Кнебеля. 1910—1916 годы. Оформление Е. Лансере

Проработав свыше 25 лет с десятком всевозможных издателей, должен признаться, что среди них И. Н. Кнебель был сверкающим исключением: не преследуя только коммерческие интересы и часто прямо вопреки им, он с увлечением отдавался идее, его захватившей, особенно в области популяризации искусства в широких кругах.— ЦГА РСФСР. Ф. 539. Оп. 3. Ед. 4763. Л. 17.